# Route 27 (Oman)
Die Route 27 oder R27 ist eine Fernstraße im Sultanat Oman. Die Fernverkehrsstraße führt von Adam über Sinaw durch das Inneromanische Flachland bis nach Al Rawdha an der Route 23.